# Carl-Erik Quensel
Carl-Erik Quensel, född 9 oktober 1907 i Malmö Sankt Pauli församling i Malmö, död 10 april 1977 i Lunds Allhelgonaförsamling i Lund, var en svensk statistiker och professor vid Lunds universitet 1941–1974 och medlem av International Statistical Institute (ISI). Han var son till försäkringskassören Conrad Quensel och Ester, född Grönvall, och sonson till bankdiretören och kommunalpolitikern Johan Ulrik Quensel.
Han är internationellt känd bland annat som en framstående befolkningsstatistiker. Han har genom sin långa vetenskapliga gärning präglat mycket av den högre undervisningen i statistik i Sverige.
Bland vetenskapliga artiklar märks:
- A Method of Determining the Regression Curve When the Marginal Distribution is of the Normal Logarithmic Type, The Annals of Mathematical Statistics, Vol. 7, No. 4 (Dec., 1936), pp. 196-201
- Second moment and of the Correlation Coefficient in Samples from Populations of Type A The Statistical Institute at the University of Lund. Lund, C. W. K. Gleerup/Leipzig, Otto Harrassowitz, 1938.
- Lärobok i den teoretiska statistikens grunder, Lund 1944
- Befolkningsframskrivningar för Hälsingborgs stad 1945 – 1975, Lund, 1949
- Studenternas utbildningsval, tillsammans med Bo Israelsson, Lund, 1958

Medförfattare till:
- The Effect of Different Levels of Carbohydrate Intake on Caries Activity in 436 Individuals Observed for Five Years,  Acta Odontologica Scandinavica, Volume 11, Issue 3 & 4 1953, pages 232 - 364
- Reliability of the Method in the Determination of Caries Activity, Acta Odontologica Scandinavica, Volume 11, Issue 3 & 4 1953, pages 365 - 388

Carl-Erik Quensel är begravd på Norra kyrkogården i Lund.